# Мильеран, Александр
Этье́н Алекса́ндр Мильера́н (фр. Étienne Alexandre Millerand; 10 февраля 1859, Париж — 7 апреля 1943, Версаль) — французский политический деятель, 12-й президент Франции (1920—1924).

## Начало деятельности
Родился в семье торговца. Был адвокатом в Париже и приобрел известность в особенности ведением политических процессов (выступал в деле русских анархистов в Париже в 1890 году) и дел о стачках. С 1884 года Мильеран был одним из редакторов газеты «La Justice», с 1885 года — членом палаты депутатов.
Скоро между Мильераном и вождём его партии Клемансо возникли разногласия, так как Мильеран придавал гораздо большее значение вопросам социальным и гораздо охотнее шёл навстречу социалистам во всех мероприятиях в пользу рабочего класса, чем Клемансо. В 1889 году Мильеран вышел из редакции «Justice» и принял участие в газете «La Voix».
После возвышения генерала Буланже Мильеран оказался в рядах наиболее решительных его противников, но это не заставило его примкнуть к правительству; в ряде статей под заглавием «Ni l’un, ni l’autre» он высказался как против Буланже, так и против политики Жюля Ферри, с которым он почти отождествлял всех его преемников.
В 1892 году Мильеран вместе с Гобле организовал парламентскую группу «радикалов-социалистов», органом которой явилась газета «Petite République Française». В избирательном манифесте Мильеран на выборах 1893 года выдвинуто на первый план покровительство труду; для достижения этой цели рекомендуется, между прочим, национализация некоторых отраслей крупной промышленности.
В 1890-е годы Мильеран ещё более приблизился к социалистам. Он состоит главным редактором газеты «Petite République Française». В 1893 году Мильеран, не выступая против франко-русского союза в принципе, решительно высказывался против чествований России. В мае 1896 года состоялся съезд французских социалистов в Сен-Манде, на котором Мильеран заявил, что «для осуществления немедленных реформ, способных облегчить участь рабочего класса и дать ему, таким образом, возможность самому добыть себе свободу и начать социализацию средств производства, насколько это позволят условия, социалистической партии необходимо и достаточно взять в свои руки управление государством при помощи избирательного права». В 1899 году стал членом буржуазного правительства. «Казус Мильерана» вызвал ожесточенную полемику во французском и международном социалистическом движении II Интернационала, что задержало наметившийся процесс объединения французских социалистов.

## Первый социалист в правительстве Франции
Образуя в июне 1899 года коалиционный кабинет, Вальдек-Руссо пригласил Мильерана на пост министра торговли. Мильеран принял предложение, несмотря на присутствие в министерстве усмирителя коммуны, генерала Галифе. Таким образом впервые в Европе министерский пост занял социалист.
Часть французских социалистов, с Жоресом во главе, отнеслась к этому факту, как к своему торжеству; другая часть, следуя за Гедом, увидела в самом факте вступления Мильерана в буржуазный кабинет измену принципам партии. На этой почве произошло распадение французской социалистической партии, только что перед тем объединившейся. К образу действий Мильерана сочувственно отнеслось большинство бельгийских социалистов (Вандервельде) и часть немецких (Бернштейн, Ауэр), крайне отрицательно — большинство немецких социал-демократов (Каутский), итальянских (Ферри), русских (Плеханов).
На международном социалистическом конгрессе в Париже в 1900 году вопрос о праве социалиста вступать в буржуазный кабинет был предметом ожесточённых прений, окончившихся принятием примирительной резолюции, предложенной Каутским, в силу которой такое вступление признавалось допустимым в исключительных случаях, под условием согласия партии. В качестве министра Мильеран провёл новое фабричное законодательство, установившее 10-часовой рабочий день, и декретами ввёл 8-часовой рабочий день в большей части казённых предприятий.
В бытность Мильерана министром происходили кровавые столкновения стачечников с войсками несмотря на попытки Мильерана действовать примирительно. Из пределов Франции при нём несколько раз изгонялись немецкие социал-демократы и не было дано право въезда Плеханову, высланному из Франции раньше, хотя полиция и не решилась его арестовать, когда он прибыл на парижский конгресс.
В мае 1902 года Мильеран вышел в отставку вместе со всем кабинетом Вальдека-Руссо. Несмотря на то, что большинство социалистов (с Жоресом во главе) поддерживало следующий кабинет Комба, Мильеран повёл против него энергичную кампанию. Её мотив был тот, что правительство Комба из-за борьбы с клерикализмом забывает дело социальной реформы. В этой борьбе Мильеран поневоле смешался с националистами, клерикалами и радикалами отщепенцами (Думер). Он почти систематически подавал голос за все вотумы недоверия Комбу, даже по поводу его борьбы с клерикализмом. На этой почве Мильеран разошёлся с своим другом Жоресом и в 1904 году исключён из состава партии. Депутатских полномочий он, однако, не сложил.
В 1909—1910 годах министр общественных работ.
В 1912—1913 и 1914—1915 годах (во время Первой мировой войны) военный министр.

## Премьер-министр. Президент. Сенатор
Перед первыми послевоенными выборами был сформирован Национальный блок, объединивший правые и правоцентристские политические силы. Одним из его лидеров стал Мильеран. На парламентских выборах в ноябре 1919 года Национальный блок получил более двух третей мест в Палате депутатов. Мильеран стал премьер-министром и министром иностранных дел в первом (январь — февраль 1920 г.) и втором (февраль — сентябрь 1920 г.) правительствах Национального блока.
В сентябре 1920 года, после отставки по состоянию здоровья президента Поля Дешанеля, Мильеран был избран его преемником. Ушёл в отставку в 1924 году до истечения мандата из-за конфликта с представителями левой коалиции, получившей большинство в Палате депутатов, избранной в мае 1924 года.
С 1925 по 1940 (с незначительными перерывами) был сенатором, но ведущей политической роли уже не играл. Основал антикоммунистическую Республиканскую национальную лигу. Призывал к жёсткому противостоянию ФКП, особенно после расстрела на улице Дамремон.

## Правительство Мильерана (20 января — 24 сентября 1920)
- Александр Мильеран — председатель Совета Министров и министр иностранных дел;
- Андре Лефевр — военный министр;
- Теодор Стег — министр внутренних дел;
- Фредерик Франсуа-Марсаль — министр финансов;
- Поль Журден — министр труда;
- Гюстав Л’Опитё — министр юстиции;
- Адольф Ландри — морской министр;
- Андре Оннора — министр народного просвещения и изящных искусств;
- Андре Мажино — министр военных пенсий, грантов и пособий;
- Жозеф Рикар — министр сельского хозяйства;
- Альбер Сарро — министр колоний;
- Ив Ле Трокер — министр общественных работ;
- Огюст Исаак — министр торговли и промышленности;
- Эмиль Ожье — министр освобожденных областей.

## Сочинения
- Французский реформистский социализм. Программа и метод / Пер. с фр. Е. Элиасберга. — Ростов-на-Дону : Набат, 1905. — 28 с.
- Социализм-реформизм : [Сб. речей] / Пер. с фр. Вл. Кауфмана. — Санкт-Петербург : тип. «Север», [1907]. — 85 с.